# Вежливый отказ 1985—1995
«Вежливый отказ 1985—1995» — альбом группы «Вежливый отказ», представляющий собой антологию лучших песен коллектива. Запись, приуроченная к юбилею «Отказа», была сделана за несколько майских дней 1995 года. В ней принял участие трубач Андрей Соловьёв, позже вошедший в состав группы.

## Список композиций
1. Летаргический сон (1986)
2. Несу я украдкой (1985)
3. Эй! (1986)
4. Голодная песня (1986)
5. Портрет (1986)
6. Встречное движение (1984)
7. Кантата гиревых дел мастера (1987)
8. Икар (1988)
9. Помощник (1987)
10. Припадок (1995)
11. Вальс (1991)
12. Рыба (1986)
13. Босса-нова (1991)

В скобках указаны даты создания песен.

## Авторы текстов
- Гор Оганисян (1, 4, 7, 8)
- Аркадий Семёнов (2, 3, 5, 6, 9)
- Роман Суслов (10, 11, 12, 13)

Эпиграфом песни «Вальс» является песня «Тучи над городом встали», автор музыки и слов Павел Арманд, 1938.